# Кортенгувен
Кортенгувен (нід. Kortenhoeven) — селище в нідерландській провінції Утрехт. Входить до муніципалітету Вейфгеренланден.